# معروف بن خربوذ
معروف بن خَرَّبوذ القرشي، مولاهم، كوفي، المكي، مولى عثمان بن عفان. فقيه ومحدث من أصحاب ثلاثة من الأئمة وهم: علي السجاد ومحمد الباقر وجعفر الصادق، وكان ذو منزلة عظيمة، ويُعتبر من أصحاب الإجماع عند الشيعة الاثني عشرية، وكانت وفاته بين سنة 151 هـ إلى سنة 160 هـ.
ذكرت الروايات أنه من العُبّاد، ومنها ما روي عن الفضل بن شاذان: «أنه دخل على ابن أبي عمير وهو ساجد وقد أطال سجوده فلما رفع رأسه ذكر له طول سجوده فقال له: كيف لو رأيت جميل بن دراج؟ ثم حدّثه ابن أبي عمير لما سأل جميل بن دراج عن طول سجوده أنه قال له: كيف لو رأيت معروف بن خَرَّبوذ».

## روايته للحديث
- روى عن: أبو الطفيل عامر بن واثلة، والحكم بن المستورد، بشير بن تيم، ومحمد بن عمرو بن عتبة.[6]

- روى عنه: حنان بن سدير، الربيع المسلي، عبد الله بن سنان، عثمان بن رشيد، عمر بن يزيد، مالك بن عطية،[7] وعُبَيْدُ اللَّهِ بنُ مُوسَىَ،[8] وسليمان بن داود.[9]
- الجرح والتعديل:
  - عند أهل السنة والجماعة: ذكره أبو جعفر العقيلي في الضعفاء وقال: «لا يتابع على حديثه ولا يعرف إلا به»،[9] وقال أبو حاتم الرازي: «يكتب حديثه»، وذكره ابن حبان في الثقات وقال: «كان يشتري الكتب فيحدث بها، ثم تغير حفظه، فكان يحدث علي التوهم»،[10] وقال أحمد بن حنبل: «ما أدري كيف حديثه؟»، وقال ابن حجر العسقلاني: «صدوق ربما وهم وكان أخباريا علامة» ومرة: «ما له في البخاري سوي موضع واحد»، وقال الضحاك بن مخلد الشيباني: «شيعي يحب عليا»، وقال زكريا بن يحيى الساجي: «صدوق»، وقال مصنفوا تحرير تقريب التهذيب: «ضعيف يعتبر به في المتابعات والشواهد»، وقال يحيى بن معين: «ضعيف»،[11] وقال الذهبي: «صدوق شيعي».[12]
  - عند الشيعة: يُعتبر من أصحاب الإجماع الذين يقبلون منهم كل رواياتهم الذين قال عنهم الكشي: «اجتمعت العصابة على تصديق هؤلاء الأولين من أصحاب أبي جعفر، وأصحاب أبي عبد اللّه، وانقادوا لهم بالفقه، فقالوا: أفقه الأولين ستة: زرارة، ومعروف بن خَرَّبوذ، وبريد، وأبو بصير الأسدي، والفضيل بن يسار، ومحمد بن مسلم الطائفي».[13]